# René Helg
René Helg (* 5. Januar 1917 in Le Petit-Saconnex; † 30. Juni 1989 in Lausanne, heimatberechtigt in Delsberg und Genf) war ein Schweizer Politiker (LPS).

## Biografie

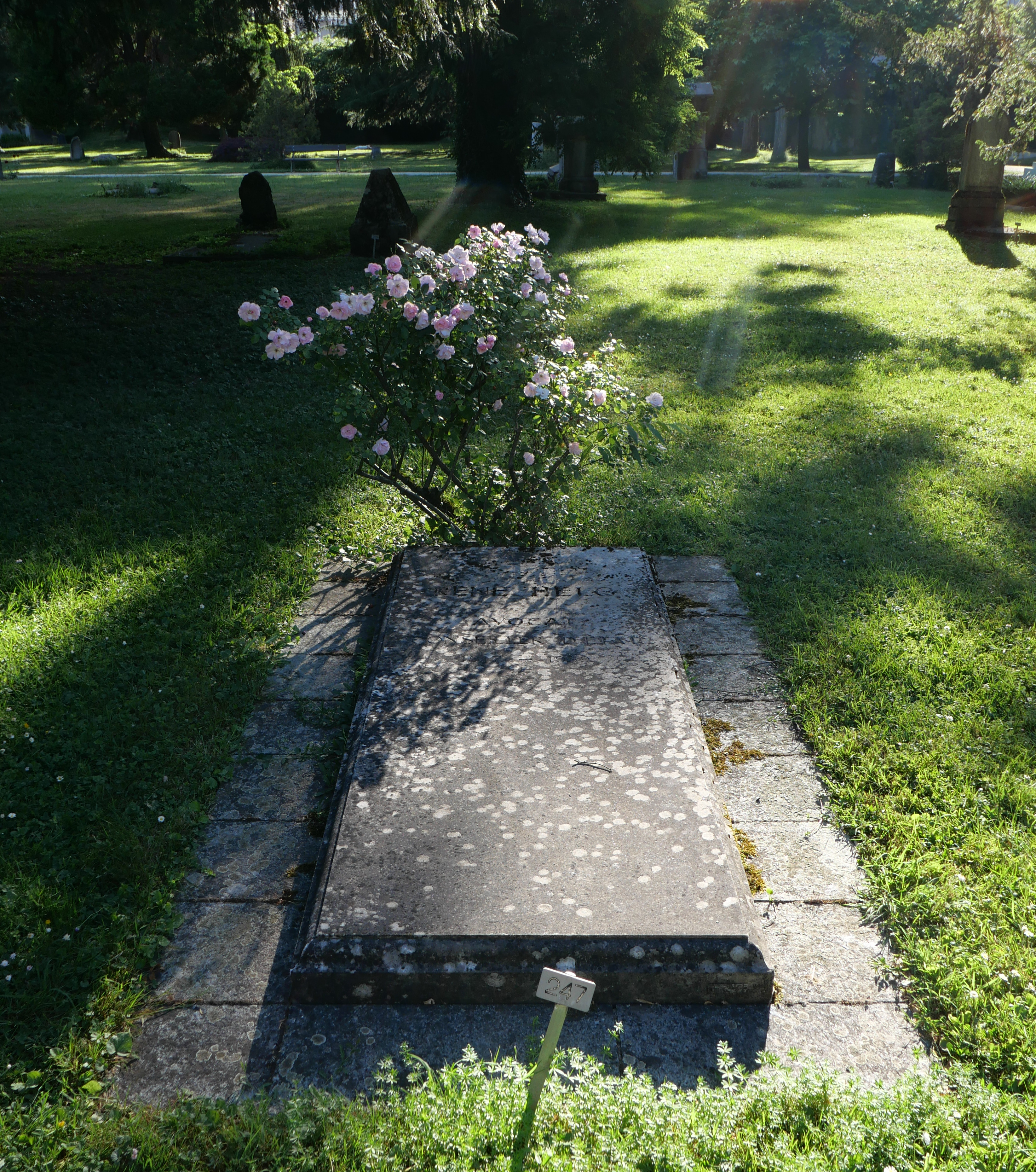
Helgs Grab

Nach dem Studium der Rechtswissenschaften promovierte Helg im Jahr 1939. Fortan war er als Anwalt tätig und eröffnete 1951 eine eigene Kanzlei. Später war er als Friedensrichter dann als Untersuchungsrichter, später als Richter am erstinstanzlichen Gericht und letztlich als Präsident des Polizeigerichts tätig.
1957 wurde er in den Grossen Rat des Kantons Genf gewählt, ohne je im Grossrat gesessen zu haben. Sein Mandat hatte er bis 1965 inne. Von 1951 bis 1955 war er Präsident der LPS Schweiz. Zwischen 1957 und 1986 war er Präsident der Compagnie genevoise des tramways électriques.
In der Schweizer Armee war er Artillerieoffizier und später Militärrichter.
Helg ist neben seiner Frau Marguerite, geb. Vetter, auf dem Cimetière des Rois begraben, der als Genfer Pantheon gilt.